# Rèmul
Segons la mitologia romana, Rèmul va ser un rei d'Alba Longa, fill de Tiberí. Va morir fulminat i el va succeir el seu germà Àcrota. Podria ser el mateix que Ròmul Silvi.